# Buzura benescripta
Buzura benescripta là một loài bướm đêm trong họ Geometridae.